# Benton (Town, Wisconsin)
Die Town of Benton ist eine von 18 Towns im Lafayette County im US-amerikanischen Bundesstaat Wisconsin. Im Jahr 2010 hatte die Town of Benton 504 Einwohner.
Town hat in Wisconsin eine grundlegend andere Bedeutung, als im übrigen englischsprachigen Bereich. Vielmehr entspricht sie den in den anderen US-Bundesstaaten üblichen Townships, die nach dem County die nächstkleinere Verwaltungseinheit bilden.

## Geografie
Die Town of Benton liegt im Südwesten Wisconsins, rund 30 km östlich des Mississippi, der die Grenze zu Iowa bildet. Im Süden grenzt die Town an Illinois. Der Osten der Town of Belmont wird vom Galena River durchflossen, einem linken Nebenfluss des Mississippi.
Im Zentrum der Town of Benton liegt die selbstständige Gemeinde Benton, die vollständig von der Town umgeben ist, ohne dieser anzugehören. Im Westen grenzen die Teile der in das Lafayette County ragenden Teile der überwiegend im benachbarten Grant County liegenden selbstständigen Kommunen Cuba City und Hazel Green an die Town of Benton.
Die Koordinaten der geografischen Mitte der Town of Benton sind 42°34′30″ nördlicher Breite und 90°23′40″ westlicher Länge. Die Town erstreckt sich über eine Fläche von 72,6 km².
Die Town of Benton liegt im äußersten Südwesten des Lafayette County und grenzt an folgende Nachbartowns und -townships:
| Town of Smelser (Grant County)                      | Town of Elk Grove                                   |                      |
| Town of Hazel Green (Grant County)                  | Kompassrose, die auf Nachbargemeinden zeigt         | Town of New Diggings |
| Vinegar Hill Township (Jo Daviess County, Illinois) | Council Hill Township (Jo Daviess County, Illinois) |                      |

## Verkehr
Durch die Town of Benton verläuft in West-Ost-Richtung der Wisconsin State Highway 11. Daneben verlaufen noch die County Highways H, J und W durch die Town. Alle weiteren Straßen sind untergeordnete Landstraßen oder teils unbefestigte Fahrwege.
Mit dem Platteville Municipal Airport befindet sich rund 15 km nordnordwestlich ein kleiner Flugplatz. Die nächsten größeren Flughäfen sind der Dubuque Regional Airport in Iowa (rund 40 km südwestlich) und der Dane County Regional Airport in Wisconsins Hauptstadt Madison (rund 130 km nordöstlich).

## Bevölkerung
Nach der Volkszählung im Jahr 2010 lebten in der Town of Benton 504 Menschen in 185 Haushalten. Die Bevölkerungsdichte betrug 6,9 Einwohner pro Quadratkilometer. In den 185 Haushalten lebten statistisch je 2,72 Personen.
Ethnisch betrachtet setzte sich die Bevölkerung zusammen aus 98,8 Prozent Weißen, 0,2 Prozent Asiaten sowie 0,2 Prozent aus anderen ethnischen Gruppen; 0,8 Prozent stammten von zwei oder mehr Ethnien ab. Unabhängig von der ethnischen Zugehörigkeit waren 0,6 Prozent der Bevölkerung spanischer oder lateinamerikanischer Abstammung.
22,8 Prozent der Bevölkerung waren unter 18 Jahre alt, 63,1 Prozent waren zwischen 18 und 64 und 14,1 Prozent waren 65 Jahre oder älter. 47,6 Prozent der Bevölkerung war weiblich.
Das mittlere jährliche Einkommen eines Haushalts lag bei 57.115 USD. Das Pro-Kopf-Einkommen betrug 21.056 USD. 14,4 Prozent der Einwohner lebten unterhalb der Armutsgrenze.

## Ortschaften in der Town of Benton
Auf dem Gebiet der Town of Benton liegen neben Streubesiedlung noch folgende gemeindefreie Siedlungen:
- Jenkinsville
- Strawbridge